# Fondazione Spadolini Nuova Antologia
(Giovanni Spadolini)
La Fondazione Spadolini Nuova Antologia ha sede in quella che fu la casa di Giovanni Spadolini a Pian dei Giullari a Firenze.
Giovanni Spadolini, oltre che grande uomo politico, fu anche uno straordinario studioso e collezionista. Dopo la sua morte destinò la sua casa, con quello che conteneva, compresa la preziosissima biblioteca (dislocata in tre sedi e composta da circa 100.000 volumi), alla fondazione che ora porta il suo nome.
La fondazione, costituita nel 1980 con decreto del presidente della Repubblica Sandro Pertini, si occupa principalmente di continuare l'edizione della rivista culturale della Nuova Antologia, secondo un desiderio dello stesso Spadolini che quando era in vita riprese la tradizione dell'Antologia iniziata da Giovan Pietro Vieusseux nel 1821, sempre a Firenze.
In secondo luogo la fondazione si occupa della cura e dell'apertura al pubblico delle biblioteche, della villa di Pian dei Giullari e della casa di Spadolini in via Cavour, vere e proprie case-museo.

## La Fondazione
Dalla morte di Giovanni Spadolini (4 agosto 1994), la Fondazione è retta da un Consiglio d'amministrazione, e ha un impegno culturale senza fini di lucro, con particolare attenzione alla formazione dei giovani. Oltre a portare avanti la pubblicazione della rivista, che esce in quattro numeri all'anno, l'attività recente della fondazione è stata volta alla catalogazione dei circa ottantamila volumi posseduti da Spadolini in vita e delle nuove acquisizioni, il riordino dei documenti, la schedature dalle collezioni e la conservazione della pinacoteca.
La fondazione assegna borse di studio per tesi di laurea e di dottorato sulla Storia e politica culturale dell'Italia contemporanea ('800-'900), organizza giornate di studio, seminari e convegni nazionali e internazionali. Attualmente il presidente è Cosimo Ceccuti.

## La storia della villa
La zona di Pian dei Giullari, tranquilla zona collinare coperta di ulivi e cipressi a sud di Firenze, vicino ad Arcetri, è ricca di belle dimore, molte delle quali appartengono tuttora a vari componenti della famiglia Spadolini. Anticamente essi erano giardinieri della famiglia Strozzi e con il frutto del lavoro di questi antenati nell'Ottocento essi poterono acquistare terreni agricoli in questa zona, allora relativamente periferica.
Il padre di Giovanni, Guido Spadolini, era un pittore di stile macchiaiolo (di lui sono esposti alcuni pregevoli dipinti a olio), e fu lui a iniziare il figlio allo studio e alla passione per i libri, creando quello che fu il primo nucleo dell'attuale biblioteca, composto prevalentemente da saggi e monografie di argomento artistico. Sono conservati gelosamente anche i primi libri che Giovanni Spadolini scrisse, quando ancora era ancora un fanciullo, come le biografie di uomini illustri scritta ad appena otto anni. A quattordici anni risale il suo primo saggio, dedicato alle biografie di personaggi illustri del passato e del presente.
La villa odierna risale per lo più agli anni '70 ed è caratterizzata dalle grandi vetrate sul giardino che irradiano le stanze di luce.

## Le biblioteche
Le biblioteche relative alla fondazione sono tre (secondo la disposizione voluta da Giovanni Spadolini), sebbene facciano capo ad un catalogo unico consultabile online, per un totale di circa 100.000 volumi. Tra le opere più rare si ricorda una delle tre edizioni complete al mondo dell'Encyclopédie di Diderot e D'Alembert, dedicata al Granduca Pietro Leopoldo, nell'edizione cosiddetta livornese.

### La "Casa dei libri"
La villa stessa veniva chiamata "Casa dei libri" e contiene il nucleo di pubblicazioni a cui Spadolini era particolarmente affezionato. Gli argomenti spaziano dall'Illuminismo, alla Rivoluzione francese ed epoca napoleonica, fino alle opere di letteratura, critica letteraria, riviste e periodici del XIX secolo e, infine, una sezione dedicata a Firenze e la Toscana.

### Biblioteca della Fondazione Spadolini Nuova Antologia

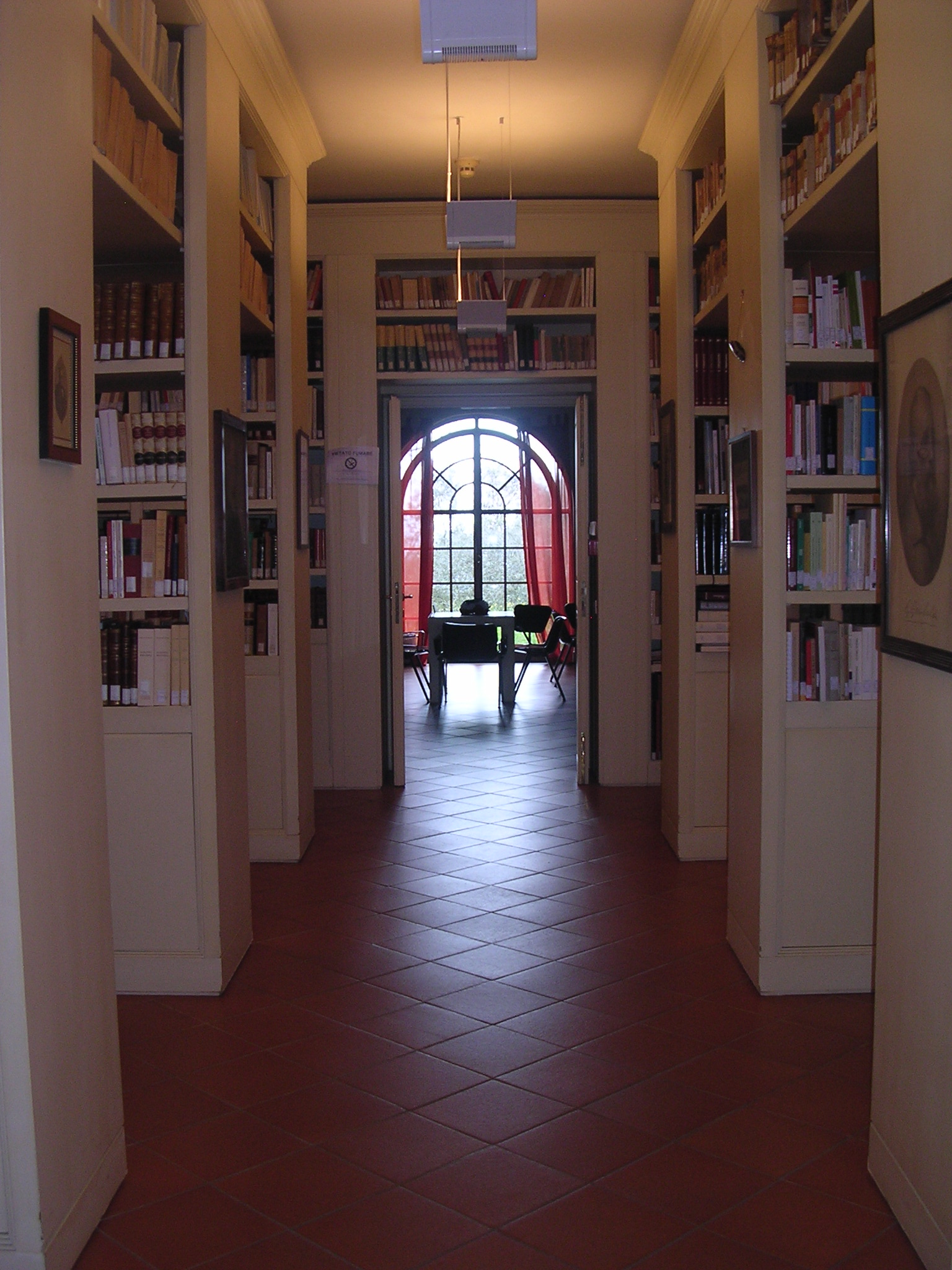
Biblioteca. Via Pian dei Giullari, 36/a

Ha sede in via del Pian dei Giullari al 36/a tra la Villa Il Gioiello di Galileo e villa Nunes Vais, della quale occupa le ex-scuderie. 
È aperta al pubblico ed è costituita principalmente da circa 80.000 volumi di storia moderna e contemporanea dalla fine del Settecento a oggi, con un nucleo originale (i fondi spadoliniani) arricchito successivamente da varie donazioni. Qui è presente anche il catalogo del patrimonio librario già classificato.
La Biblioteca è divisa su tre sedi: 
- La parte principale nelle ex-scuderia Nunes Vais, messe a disposizione dopo un restauro dall'Ente Cassa di Risparmio di Firenze;
- la sezione personale di Spadolini alla villa Spadolini sede della Fondazione;
- la sede di via Cavour, dove Spadolini aveva lo studio.

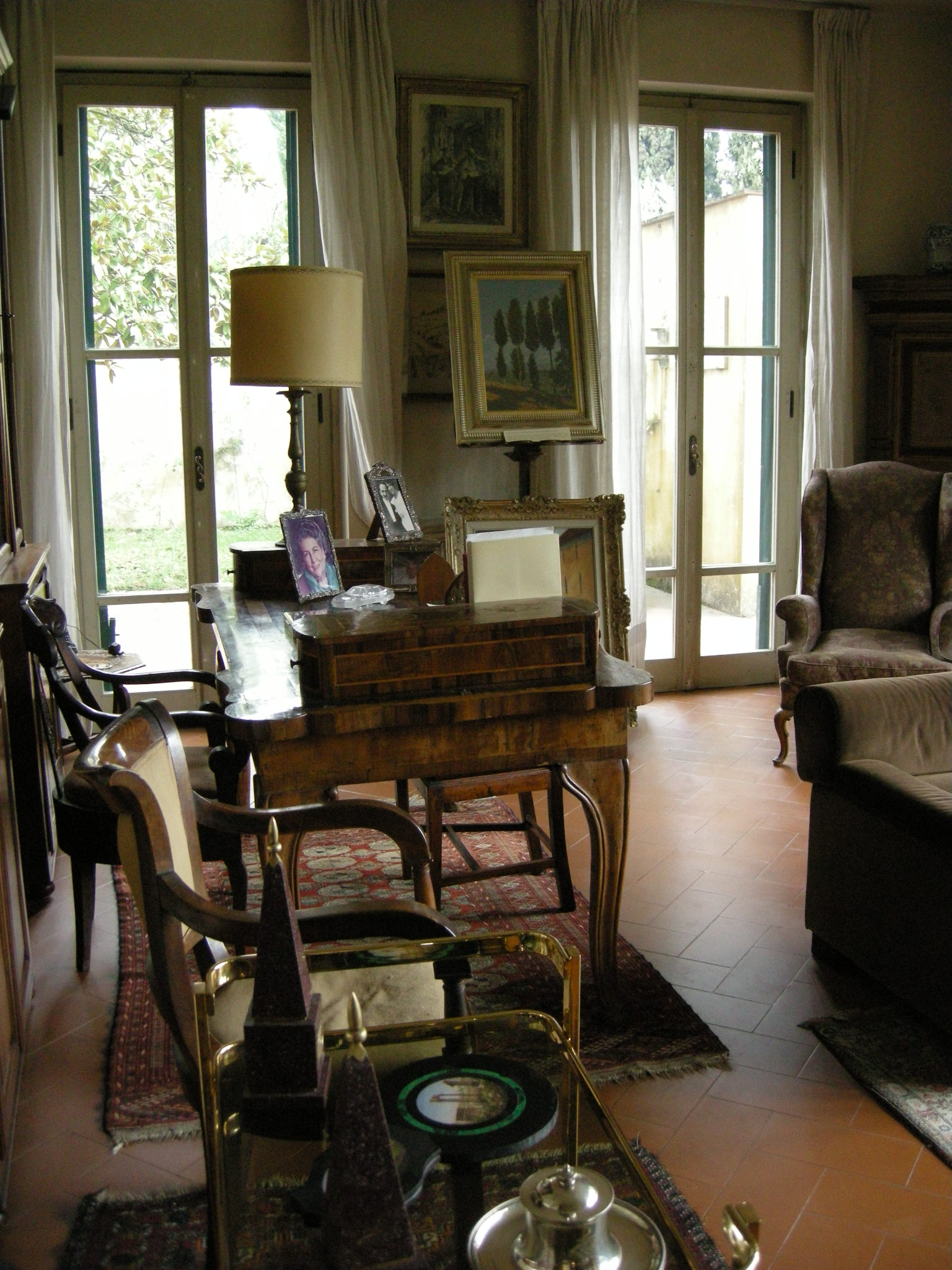
La scrivania di Spadolini

I fondi della biblioteca rispecchiano la sistemazione originaria voluta da Spadolini:
- Relazioni tra Stato e Chiesa
- Storia del Risorgimento e dell'Italia liberale
- Età giolittiana
- Prima e Seconda guerra mondiale
- Fascismo e antifascismo
- Dopoguerra
- Questione meridionale
- Partiti politici
- Diritto e Istituzioni
- Storia del giornalismo
- Economia e sociologia

Un'intera sala è poi dedicata alle opere di consultazione generale (enciclopedie, storie generali...) ed alla collezione di tutti i numeri del Corriere della Sera dal 1876 al 1928, già raccolte da Luigi Albertini.

### Il tondo dei Cipressi
Ha sede in via del Pian dei Giullari al 139 (di fronte alla chiesa di Santa Margherita a Montici).
È consultabile su richiesta ed è costituita principalmente da volumi di cultura generale (letteratura, politica, storia).

### Via Cavour
Ha sede in via Cavour al 28 (dimora storica della famiglia Spadolini). È attualmente in fase di ristrutturazione e non è ancora aperta al pubblico. È costituita principalmente da volumi di storia dell'arte, storia delle città italiane e la storia della fondazione del Ministero dei Beni Culturali e Ambientali.

## La casa-museo
Spadolini fu anche un grande collezionista di cimeli, soprattutto legati al Risorgimento italiano, tanto che alcune stanze della sua abitazione sono un vero e proprio museo del Risorgimento. In particolare vi sono oggetti, autografi e memorabilia legati a Garibaldi, Cavour e Mazzini. In una serie di vetrine vicino alle scale sono sistemati cimeli dei protagonisti dell'Ottocento, da Napoleone a Re Vittorio Emanuele II, passando per Garibaldi, Mazzini, Cavour, Pio IX. Nella biblioteca si trova il fondo Zannetti, la raccolta di documenti e cimeli di Ferdinando Zannetti, il medico che curò la gamba di Garibaldi.
Il cimelio storicamente più interessante è il più antico tricolore italiano, risalente alla Repubblica Cisalpina del 1799 (verosimilmente databili entro il 1804) e scoperto murato in un'intercapedine nascosta in una modesta casa di Castel sant'angelo, frazione Ponte alto, in provincia di Rieti durante lavori di ristrutturazione eseguiti dal proprietario dell'epoca: la piccola casa fa parte del nucleo più antico del paese, cresciuto attorno alla chiesa di San Pastore dal '700. Carlo Azeglio Ciampi, in visita alla fondazione, espresse tutta la sua sorpresa nel trovare qui un oggetto così altamente simbolico per la storia d'Italia piuttosto che al palazzo del Quirinale.
Molti sono anche gli oggetti legati all'attività di politico di Spadolini, dai regali ufficiali di quando era Presidente del Consiglio (di Indira Gandhi, di Margaret Thatcher, di Ronald Reagan o un invito ufficiale alla Casa Bianca), alle vignette che lo ritraevano, come le tavole originali firmate da Giorgio Forattini, che lo disegnava rubicondo e senza vestiti. Nella camera degli ospiti è conservata una collezione archeologica di vetri di epoca romana, mentre nella camera di Spadolini sono esposti alcuni dipinti del padre e una collezione di fotografie della madre, nella disposizione voluta dallo statista.
Numerosa è anche la serie di dipinti di artisti del Novecento, che spesso erano in rapporti di amicizia con Spadolini stesso, come Giorgio Morandi (una Natura morta), Filippo de Pisis, Ottone Rosai, Mario Mafai; curiosa è la presenza di dipinti di personaggi famosi per tutt'altre attività, come Dino Buzzati e Leo Longanesi. Le stampe antiche sono databili dalla fine del XVIII a tutto il XIX secolo.